# Sutton Foster
Sutton Lenore Foster, född 18 mars 1975 i Statesboro i Georgia, är en amerikansk skådespelare, sångerska och dansare.
Hon är yngre syster till skådespelaren Hunter Foster.
Sutton Foster har medverkat i flera uppsättningar på Broadway och har tilldelats två Tony Awards för sitt arbete där. Första gången 2002 för rollen som Millie Dillmount i musikalen Thoroughly Modern Millie och andra gången år 2011 för rollen som Reno Sweeney i Anything Goes. Hon har nominerats ytterligare fyra gånger. Mellan 2012 och 2013 hade hon en roll i TV-serien Bunheads. Sedan 2015 spelar Foster huvudrollen i dramakomediserien Younger.
Mellan 2006 och 2010 var hon gift med skådespelaren Christian Borle som hon lärde känna i college. År 2014 gifte hon sig med manusförfattaren Ted Griffin. De adopterade en dotter 2017.